# Sean O’Driscoll
Sean Michael O’Driscoll (* 1. Juli 1957 in Wolverhampton) ist ein in England geborener ehemaliger irischer Fußballspieler und aktueller Trainer des englischen Drittligisten FC Walsall.

## Spielerkarriere
Sean O’Driscoll spielte von 1979 bis 1984 für den FC Fulham. Nach dem Abstieg in die Football League Third Division in der Saison 1979/80, kehrte er 1982 mit seiner Mannschaft in die zweitklassige Second Division zurück. 1984 wechselte O’Driscoll zum von Harry Redknapp trainierten Drittligisten AFC Bournemouth und stieg mit seinem neuen Verein 1987 in die zweite Liga auf. Nach dem Abstieg in die Third Division in der Saison 1989/90, verblieb der Verein bis zu O’Driscolls Karriereende in dieser Spielklasse.
Im Sommer 1982 bestritt Sean O’Driscoll drei Länderspiele für die irische Nationalmannschaft. Sein Debüt feierte er am 21. Mai 1982 bei einer 0:1-Niederlage in einem Freundschaftsspiel in Chile.

## Trainerkarriere

### AFC Bournemouth
Nach dem Ende seiner Spielerkarriere wechselte er in den Trainerstab seines langjährigen Vereins. Am 19. August 2000 übernahm Sean O’Driscoll den Posten des Cheftrainers und verfehlte mit seiner Mannschaft als Tabellensiebter den Einzug in die Play-offs nur knapp. Die Saison 2001/02 verlief deutlich negativer und endete mit dem Abstieg in die vierte Liga. 2003 erreichte der Verein durch einen 5:2-Sieg im Play-off-Finale gegen Lincoln City F.C. die direkte Rückkehr in die dritthöchste Spielklasse. Nach zwei einstelligen Tabellenplätzen beendete Bournemouth die Saison 2005/06 in der Football League One als Siebzehnter. Zu Beginn der Saison 2006/07 verließ O’Driscoll nach über 22 Jahren als Spieler und Trainer Bournemouth und übernahm den Trainerposten bei den Doncaster Rovers.

### Doncaster Rovers
Mit seiner ebenfalls in der dritten Liga spielenden neuen Mannschaft beendete er die Saison 2006/07 als Tabellenelfter und gewann zudem durch ein 3:2 nach Verlängerung im Finale gegen die Bristol Rovers die Football League Trophy. Bereits in der anschließenden Spielzeit steigerten sich die Leistungen der Rovers deutlich und führten durch einen dritten Platz zum Einzug in die Play-offs. Nach einem Erstrundenerfolg über Southend United (0:0 und 5:1) besiegte Doncaster im Finale vor 75.132 Zuschauern in Wembley Leeds United mit 1:0 und stieg damit erstmals seit 1958 wieder in die zweithöchste Spielklasse auf. In der Football League Championship 2008/09 sicherten sich die Rovers als 14. den Klassenerhalt. Nach einem weiteren Jahr im Tabellenmittelfeld, schloss die Mannschaft um Toptorjäger Billy Sharp die Football League Championship 2010/11 nach einer guten Hinrunde und deutlich schlechteren Leistungen in der Rückrunde lediglich als 21. ab. Nach den ersten sieben Spielen der Football League Championship 2011/12 belegte der Verein mit nur einem Punkt den letzten Tabellenplatz und trennte sich daraufhin nach fünf Jahren von seinem Cheftrainer Sean O’Driscoll.

### Nottingham Forest
Nach einer zwischenzeitlich Tätigkeit im Trainerteam von Steve Cotterill bei Nottingham Forest in der Rückrunde der Saison 2011/12, übernahm er am 16. Mai 2012 den Drittliga-Aufsteiger Crawley Town. Noch vor Beginn des ersten Pflichtspiels, verließ O’Driscoll seinen neuen Verein und kehrte als Cheftrainer und Nachfolger des entlassenen Cotterill zu Nottingham Forest zurück. Am 26. Dezember 2012 wurde er unmittelbar nach einem 4:2-Heimsieg am Boxing Day gegen Leeds United entlassen. Der Verein lag zu diesem Zeitpunkt auf dem achten Platz der Football League Championship 2012/13 und lediglich einen Punkt hinter dem sechsten Play-off-Rang.

### Bristol City
Nachdem er eine Woche zuvor ein Angebot des FC Barnsley abgelehnt hatte, unterschrieb O’Driscoll am 14. Januar 2013 einen Vertrag beim Tabellenletzten der zweiten Liga Bristol City. Auch er konnte dem Team keine neuen Impulse geben und stieg mit Bristol 2012/13 auf dem letzten Platz liegend in die dritte Liga ab. Da die Leistungen sich auch in der Football League One 2013/14 nicht besserten und sich der Verein erneut im Abstiegskampf wiederfand wurde Sean O’Driscoll am 28. November 2013 entlassen.

### FC Liverpool
Im Sommer 2015 wurde O’Driscoll Co-Trainer beim FC Liverpool. Nach der Entlassung von Cheftrainer Brendan Rodgers verließ O’Driscoll den Verein bereits Anfang Oktober 2015 wieder.

### FC Walsall
Am 18. Dezember 2015 übernahm er den Trainerposten beim FC Walsall, dem Tabellendritten der dritten Liga, wo er Dean Smith ersetzte, der zum Zweitligisten FC Brentford gewechselt war.